# Le Cycle des contrées
Le Cycle des contrées est un cycle romanesque écrit par Jacques Abeille au début des années 1980 et dont l'action se déroule dans des pays imaginaires. Au centre de ces territoires imaginaires, l'Empire de Terrèbre et sa capitale éponyme servent de cadre au deuxième et, en partie, au troisième roman du cycle.

## Textes composant le cycle

### Romans
- I - Les Jardins statuaires (Flammarion, 1982 ; rééd. Joëlle Losfeld, 2004 ; rééd. Attila, 2010; rééd. Le Tripode, 2016)
- II - Le Veilleur du jour (Flammarion, 1986 ; rééd. Ginkgo éditeur/Deleatur, 2007;  rééd. Le Tripode, 2015)
- III - Les Voyages du fils (Ginkgo éditeur/Deleatur, 2008 ; rééd. Le Tripode, 2016).
- IV - Les Chroniques scandaleuses de Terrèbre (sous le pseudonyme de Léo Barthe, Ginkgo éditeur/Deleatur, 2008)
- V - Les Barbares (Attila, 2011)
- VI - La Barbarie (Attila, 2011)

La numérotation ne concerne pas les deux romans suivants, à la périphérie du cycle :
- La Clef des ombres (Zulma, 1991 ; rééd. Le Tripode, 2020)
- Les Carnets de l'explorateur perdu (Ombres, 1993)

### Nouvelles
- Louvanne (Deleatur, 1999)
- L'Écriture du désert (Deleatur, 2003)

### Livres illustrés
- Les Mers perdues (en collaboration avec François Schuiten, Attila, 2010), roman.
- La grande danse de la réconciliation (dessins de Gérard Puel, Le Tripode, 2016), nouvelle.

## Récompense
Le Cycle des contrées a été couronné par la mention spéciale du prix Wepler 2010.